# Musonycteris harrisoni
O morcego-da-banana (Musonycteris harrisoni) é uma espécie de morcego nectarívoro da família Phyllostomidae ameaçada de extinção. É também comumente conhecido como morcego-de-nariz-de-trombeta ou morcego-de nariz-longo-de-Colima. É a unica espécie no gênero Musonycteris.

## Descrição
Musonycteris harrisoni é um morcego de tamanho médio (machos de 12,6 g, fêmeas de 10,9 g) com um focinho extremamente longo, orelhas pequenas e arredondadas e uma cauda curta totalmente contida no uropatágio. O rostro constitui aproximadamente metade do comprimento total do crânio. A coloração da pelagem deste morcego é marrom acinzentado. A base de cada pelo dorsal individual é branca com o ápice marrom.

## Distribuição e habitat
Esta espécie foi descoberta pela primeira vez em uma plantação de bananas. Musonycteris harrisoni é endêmica ao México. A principal parte de sua distriuição está no sudoeste do país, nos estados de Colima, Michoacán e Guerrero. Este morcego é um dos morcegos filostomídeos com menor área de distribuição, ocorrendo ao longo de aproximadamente 20.000 km2. Seu habitat natural é matagal seco tropical ou subtropical. A espécie astá ameaçada principalmente pela perda de habitat . A altitude máxima registrada para a espécie é superior a 1.700 m.

## Filogenia
Esta espécie de morcego pertence à subfamilia Glossophaginae da família Phyllostomidae. Os morcegos neotropicais que se alimentam de néctar compreendem mais de 40 espécies, classificadas em duas subfamílias, Glossophaginae e Lonchophyllinae.
As populações de Musonycteris harrisoni podem ser agrupadas em dois clados geograficamente restritos, representando a porção norte e sul da distribuição da espécie. A diferença genética entre os dois clado é de 41%, o que é considerado alto. O clado norte é restrito pela cordilheira de Sierra Madre ao longo da costa do Pacífico do México.

## Dieta
Os morcegos da espécie M. harrisoni são nectarívoros. Este morcego consome em sua dieta espécies de plantas florestais e cultivadas. A principal dieta vegetal do morcego-banana consiste em néctar e pólen de plantas dos gêneros Cleome, Pseudobombax, Crataeva, Agave, Helicteres e Pachycereus, mas as espécie já foi registradas visitando outros tipos de plantas. Mesmo com seu longo rostro, a espécie não têm relações estreitas com flores de tubos longos. O pólen coletado nos pelos de M. harrisoni constitui uma das únicas fontes constantes de nitrogênio para o morcego. Muitas outras espécies de morcegos nectarívoros podem consumir insetos ou frutos durante parte do ano, para complementar o déficit de proteínas, porém M. harrisoni não consegue fazer isso devido às suas mandíbulas longas.
Com base em 84 amostragens de pólen, M. harrisoni visita ao menos 14 espécies de plantas durante o ano. Esse morcegos também foram registrado visitando flores de bananas cultivadas (Musa) que não produziam pólen.

## Comportamento
Um estudou registrou oito fêmeas lactantes durante a estação seca, entre meados de março e meados de abril. Fêmeas capturadas entre julho e setembro não estavam com sinais de gestação avançada ou lactação, indicando que M. harrisoni se reproduz uma vez ao ano durante a estação seca. As recapturas de animais de estudo foram sempre inferiores a 1 km de distância; a maioria estava a 100 m do local original de captura.
Apesar de viver em ambientes com recursos florais vaiáveis ao longo do ano, M. harrisoni se estabeleceu durante todo o ano no mesmo local de estudo, o que pode estar relacionado a seu pequeno tamanho corporal. As espécie nectarívoras que migram, seguem a disponibilidade regional de néctar e são feitas por espécies maiores de glossofagíneos, como Leptonycteris, Choeronycteris mexicana e, em menor extensão, Anoura geoffroyi.

## Fisiologia
Por se alimentar de néctar, M. harrisoni possui algumas adaptações especiais. Um exempl são as escamas dos pelos que se espalham em um ângulo em relação ao eixo principal. Isso é único, pois os pelos da maioria dos morcegos são relativamente lisos. Essas escamas permitem capturas grãos pólen que serão consumidos pelo animal. O pólen capturado nos pelos é uma fonte útil de nitrogênio e também irá favorecer a polinização cruzada de plantas. Uma das espécies polinizadas por M. harrisoni é Ceiba aesculifolia.
Outra adaptação para a nectarivoria é a habilidade de realizar um voo pairado, como o dos beija-flores. Indivíduos da espécie também têm uma língua longa que pode ter até dois terços do comprimento do corpo. A língua de um indivíduo capturado media 76 mm da ''abertura da mandíbula até a ponta esticada''.